# 同調現象
同調現象（どうちょうげんしょう）とは、社会心理学の用語で、人々の意見がある方向のみに傾斜する事を指す。
自分の意見や行動を他者に合わせること。同調、同調効果ともいう。

## 概説
同調が起きる理由には情報的影響と規範的影響の2種類の要因があるといわれている。情報的影響要因、間違えたくない、正しい判断をしたいという心理。規範的影響、他者からの要求や圧力の影響によるものがある。
例えば、最近まで染髪は奇異なファッションとして忌避されていたにもかかわらず、流行し出すと一斉に茶色に染め始め、染めていない者に対してしつこく勧めるような現象が90年代の女性や若者の間に発生。現在は染髪が廃れ黒髪であるべきだと考える人々により他者に要求、ともすれば強要するような現象がネット上で見受けられるようになった。このような現象が同調現象に当たる。
同調現象が起きると、同調の強い方がよしとされ異論は歓迎されず、同調の強い方の「みんな」の意見を補強する意見のみが歓迎される。そして、同調効果の中での異論に対しては、個人攻撃・人身攻撃など発言者を攻撃の対象としたり、沈黙を強制される（同調圧力）。同調によりその場にいる人が客観的により強い方の意見に加担することになる（循環ダイナミクス）。また、「いじめ」や個人攻撃の要因の一つが同調現象の結果である。
また、周囲を見回し、自分に異論があっても、他に異論がないようならば、異論の表明を控える（自己検閲）。
そうして、「全会一致の幻想」が現れる。同調現象の結果の採決は、関係する「全員」が賛成あるいは反対していると信じられる。
さらに、自薦の用心棒が現れる。自薦の用心棒は、異論が現れないように、外部から情報を遮断する。あるいは、異論を述べそうな人物の影響力を削ぐ。
自分が同調を受け入れたら、今度は自分が他者に対する同調源となる（循環ダイナミクス）。
同調現象で、集団の結束を維持しようとするのである。
その他、同調現象の生成と逆転のメカニズムは、細胞内の流動の生成と逆転に酷似しているという研究がされている。